# Listă de dramaturgi turci
Aceasta este o listă de dramaturgi turci:

## A
- Adalet Ağaoğlu
- Hikmet Temel Akarsu
- Kadir Akbulut
- Gülten Akın
- Oğuz Aral
- Nezihe Araz
- Meltem Arıkan

## B
- Coșkun Büktel
- Sevim Burak
- Bekir Büyükarkın

## C
- Hayati Çitaklar

## D
- Sulhi Dölek

## E
- Refik Erduran

## G
- Yeșim Özsoy Gülan
- Reșat Nuri Güntekin

## K
- İsmet Kür
- Tuncel Kurtiz

## L
- Tamer Levent

## M
- Ege Maltepe
- Murathan Mungan

## O
- Yılmaz Onay
- Emine Sevgi Özdamar

## P
- Orhan Pamuk

## S
- Ferhan Șensoy

## T
- Haldun Taner
- Abdülhak Hâmid Tarhan
- Vedat Türkali

## Y
- Fatma Nudiye Yalçı